# Рів'єр дю Сюд
 Рів'єр дю Сюд  (фр. Rivières du Sud, «південні річки») — колишня французька колонія в Західній Африці на території, які приблизно відповідають прибережним районам сучасної держави Гвінея.

## Передісторія
Ще в XVIII столітті португальські, британські та французькі торговці засновували торгові пости на землях, які французи називали "Рів'єр дю Сюд ". Португальські пости в Ріо-Ронго та Ріо-Нунез переважно служили для работоргівлі, і тому були залишені в 1820-х роках, коли під британським тиском работоргівля припинилася. Вивільнені місця зайняли англійці та французи. До 1840-го французький адмірал Луї Едуард Буе-Війоме уклав (зазвичай під загрозою застосування сили) ряд договорів з прибережними спільнотами цього регіону, забезпечивши торговим будинкам у Марселі ексклюзивний доступ до торгівлі пальмовою олією. Для виготовлення мила пальмову олію закуповували в торговців з народу Діола, які скуповували його в глибині континенту та доставляли до узбережжя.
Французький губернатор Сенегалу Луї Федерб в 1850-х роках упорядкував колоніальну структуру, і 1854 року порти Гвінеї були виведені з-під юрисдикції Сен-Луї та передані під управління військово-морського відомства, утворивши «Горе та залежні території» (фр. Gorée and Dependencies; до цього вони підпорядковувалися морському командуванню в Габоні, називаючись «Французькі поселення Золотого берега та Габону» — фр. Establissements francais de la Cote de l'Or et du Gabon). Завдяки зусиллям Федерб до 1859 року, французька колоніальна адміністрація контролювала уже всю берегову лінію аж до кордону з англійським Сьєрра-Леоне.
У 1865 році був побудований форт Боке в регіоні Ріо-Нунез; незабаром після цього Байоль став «протекторатом». Район Ріо-Ронго, номінально належить Німеччині, був обміняний на французькі «права» на Порто-Сегуро та Петит-Попо на узбережжі Того. Британія формально визнала французький контроль над регіоном, і 1882 року всі ці володіння були адміністративно об'єднані в колонію Ривер дю Сюд.

## Колонія
1884 року відбулася Берлінська конференція яка привела до припинення французьких колоніальних захоплень — країна зосередилася на консолідації вже власних володінь. Свою роль зіграли і Тонкінська експедиція, і невдала політика кабінету Феррі. Протягом наступного десятиріччя «Рів'єр дю Сюд» залишалася лише формальною одиницею. В цей час французи володіли лише узбережжям, і їм так і не вдавалося просунутися в Фута-Джалон.
Наприкінці 1880-х генерал-губернатор Жозеф Галліені, зазнавши невдачі в діях в Верхньому Сенегалі та басейні Нігеру, знову звернув увагу на Рів'єр дю Сюд. В 1889 — 1894 роках вся ця територія була розділена на незалежні колонії Дагомея, Кот-д'Івуар та власне Рів'єр дю Сюд, для управління кожній з яких був призначений лейтенант-губернатор (Рів'єр дю Сюд керувалася з Дакара з 1891 року). 1894 року колонія Рів'єр дю Сюд була перейменована в колонію «Французька Гвінея».